# كأس رابطة الأندية الإنجليزية المحترفة 2020–21
كأس رابطة الأندية الإنجليزية المحترفة 2020–21 (بالإنجليزية: 2020–21 EFL Cup)‏ هو الموسم رقم 61 من كأس رابطة الأندية الإنجليزية المحترفة. والمعروفة أيضًا باسم كأس كاراباو (بالإنجليزية: Carabao Cup)‏ لأسباب تتعلق بالرعاية. المسابقة مفتوحة أمام جميع الأندية المشاركة في الدوري الإنجليزي الممتاز و‌دوري كرة القدم الإنجليزية.
فاز مانشستر سيتي باللقب الرابع على التوالي ، بفوزه على توتنهام هوتسبير 1–0 في النهائي ومعادلًا ليفربول البالغ ثمانية ألقاب.